# Robert Ezra Park
Robert Ezra Park (Harveyville, Kansas, 14 de fevereiro de 1864 — Nashville, Tennessee, 7 de fevereiro de 1944) foi um sociólogo norte-americano e um dos mais eminentes pensadores da Escola de Chicago.
O trabalho de Park se destaca por seus estudos em relações de raça, migração, assimilação, movimentos sociais e desorganização social no espaço urbano. O sociólogo dedicou seus trabalhos à tentativa de fornecer um modelo para compreensão dos processos de interação entre indivíduos e comunidades e seu ambiente urbano. Sua produção acadêmica é marcada por seu método de pesquisa empírica, influenciado em grande parte por sua experiência enquanto jornalista: Park sempre defendeu a necessidade de observar concretamente o comportamento humano e as relações entre indivíduos no contexto urbano, incentivando seus alunos a  ir às ruas para ter contato direto com as comunidades marginalizadas da cidade.  Grande parte de sua experiência empírica ocorreu em Chicago, que como muitas grandes cidades, é uma civilização comprimida em um pequeno espaço geográfico, apresentando uma dinâmica social marcada pela diversidade de grupos.

## Vida
Robert E. Park nasceu em 14 de fevereiro de 1864 em Harveyville, filho de Hiram Asa Park e Theodosia Warner Park. Sua família se mudou em seguida para Red Wing, Minnesota, onde cresceu e cursou o ensino médio. Em 1882, Park estudou por um breve período na Universidade de Minnesota em Minneapolis. Em 1883, o sociólogo iniciou seus estudos na Universidade de Michigan em Ann Arbor, onde receberia seu título de Ph.B em 1887.
De 1887 a 1898, Park trabalhou como jornalista em Minneapolis, Detroit, Denver, Nova Iorque e Chicago. Em 1898, Park estudou psicologia e filosofia na Universidade de Harvard, obtendo seu M.A. em filosofia em 1899. No mesmo ano, o sociólogo viajou para a Alemanha e estudou na Universidade de Berlim. Posteriormente, ele estudou na Universidade de Estrasburgo, durante um semestre,  e ainda na Universidade de Heidelberga, durante alguns anos.
De volta aos Estados Unidos, Park ensinou filosofia na Universidade de Harvard e  trabalhou mais tarde no Instituto Tuskegee, no Alabama. Em 1914, Park se mudou para Chicago e lecionou sociologia.
Park foi o décimo quinto presidente da American Sociological Society em 1925. Seu pronunciamento presidencial, intitulado “The Concept of Position in Sociology”, foi proferido na reunião anual da organização, em Nova Iorque, em 1925.
Após sua aposentadoria em 1933, o sociólogo tinha o hábito de passar os invernos em Nashville e os verões em Michigan. Park morreu em 2 de julho de 1944 em Nashville. Seu obituário foi publicado na American Sociological Review.

## Vida Acadêmica
Apesar da relutância inicial de seu pai, Park iniciou sua graduação em filosofia na Universidade de Michigan, se formando em 1887. Durante sua pós-graduação, o autor trabalhou em diversas instituições, concluindo seu doutorado em filosofia na Universidade de Heidelberga em 1899.
Park teve contato com os filósofos John Dewey (na Universidade de Michigan), William James e Josiah Royce (na Universidade de Harvard) e com o sociólogo Georg Simmel (na Alemanha). O sociólogo participava de um círculo que incluía George H. Mead e Franklin Ford, os quais também buscavam na natureza humana e na sociedade as bases para um mundo melhor.
Todo seu trabalho acadêmico foi feito depois de 11 anos de experiência enquanto jornalista em grandes centros urbanos, fato que estimulou seu interesse em problemas sociais. Park obteve seu A.B. na Universidade de Michigan em 1887, seu A.M. na Universidade de Harvard em 1899 e seu Ph.D. na Universidade de Heidelberga em 1904.  No período de 1904 a 1905, Park lecionou filosofia em Harvard.  De 1905 a 1914, Park trabalhou no Instituto Tuskgee, no Alabama, inicialmente como publicista e em seguida como diretor de relações públicas. Durante tal período, Park trabalhou com Booker T. Washington, personagem que em muito lhe influenciou e com quem mais tarde publicaria uma de suas principais obras. Posteriormente, o autor deu aulas na Universidade de Chicago de 1913 a 1933 e na Universidade Fisk de 1936 a 1943.

## Carreira jornalística e transição para a sociologia
A vivência de Park no jornalismo se iniciou em Minneapolis e Detroit. De 1887 até o fim dos anos 90, Park trabalhou como reportador para jornais em Denver, Nova Iorque e em várias partes do Centro-Oeste. Tal experiência moldou sua visão quanto às dinâmicas de uma comunidade. 
Park entendia que o sociólogo era "um tipo de superjornalista, como o homem que escreve para Fortune relatando a longo prazo tendências que registram o que de fato está acontecendo, ao invés de relatar, superficialmente, o que meramente aparenta estar acontecendo”.
Na Universidade de Michigan, Park foi apresentado a Franklin Ford, com quem planejou um jornal, The Thought News. A ideia consistia em um esforço para registrar a opinião pública e, apesar de nunca ter sido levada à prática, antecipou eventos futuros da atuação de Park enquanto jornalista. 
No começo do século XX, ele assumiu a posição de secretário da Congo Reform Association, instituição que relatava abusos sofridos por comunidades africanas. Ali, Park atuou como um dos primeiros jornalistas chamados “muckrakers”, expondo a exploração do povo do Congo Belga praticada pelo Rei Leopoldo. 
Park afirmou que sua experiência como jornalista o levou a estudar a função social do jornal, considerado por ele um registro dos fatos da atualidade. Sua tese “Masse und Publikum” e seu interesse pelo comportamento coletivo nasceram de suas aspirações enquanto jornalista. Como reportador, Park pôde explorar a cidade e estudar sistematicamente a comunidade urbana, despertando seu interesse em atuar no campo da sociologia.

## Principais teorias

### Cultura, civilização, migração e o "homem marginal"
O trabalho de Park passa
pela compreensão da cultura, da civilização, da relação entre estas duas e da
transmissão do conteúdo cultural e seu papel dentro da sociedade. O sociólogo
sempre direcionou seus esforços para entender o papel da cidade como espaço capaz
de concentrar inúmeras manifestações culturais.
A cultura, para Park, “consiste naqueles hábitos, em indivíduos,
que se tornam costumeiros, convencionais e aceitos na comunidade”. Ele
considerava a transmissão fator indispensável à cultura, uma vez que os hábitos
individuais se consolidam como cultura não quando são apenas aceitos, mas
também quando passam a ser transmitidos para gerações posteriores. Quanto à
transmissão, o autor entende que a cultura não seria ‘exportável’, mas apenas
‘difundível’. Isso porque a difusão implicaria necessariamente numa quebra do
todo cultural, uma vez que o que é absorvido durante o processo seriam traços
culturais (“unidade de descrição e análise cultural é o item de qualquer cultura existente capaz de difusão ou modificação independente”). Assim, a difusão não poderia ser mera
transmissão porque o traço transmitido é necessariamente transformado e
recriado. Ele por si só e em sua forma na cultura original pressupõe um
contexto de existência de outros traços, revelando uma relação de interdependência
entre eles que seria incompatível com a pura transmissão.
O autor também aborda a
noção de mobilidade como meio de lidar com a perturbação da ordem
socioeconômica vigente, explicando o fato de a cidade estar sempre no centro de
mudanças sociais. Em uma sociedade marcada pela imobilidade seria normal haver
maior consolidação de hábitos, congelando a estrutura de costumes. Havendo
maior mobilidade a influência da cultura sobre os indivíduos seria notadamente
menor. Em tal aspecto, Park se aproxima do trabalho de F. J. Tönnies em sua
obra “Gemeinschaft und Gesellschaft”, onde Tönnies contrapõe sociedades
sacralizadas, marcadas pela imobilidade, à sociedades seculares. A mobilidade
tenderia a uma progressiva complicação das relações sociais, levando à emancipação
das unidades que compõem a sociedade.
Park também contrapõe a civilização à cultura
enquanto ordem que possibilita a ação coletiva às sociedades. Para ele, esta repousaria em crenças e valores comuns, enquanto aquela consistiria numa
referência às ideias de territorialidade e de união remetente a trocas e
comércio. A civilização seria composta pela absorção de grupos étnicos
estrangeiros e 'estranhos' através da dominação destes e da secularização de suas
crenças e religiões, impondo, assim, um domínio de uma ordem socioeconômica. O
único fator ordeiro de uma civilização seria produzido pelo conflito de grupos
étnicos. Park retoma o pensamento de Spengler segundo o qual toda cultura
tenderia a se tornar uma civilização. A cidade, nesse contexto, seria a causa
destruidora da cultura em razão do cosmopolitismo. A cidade implicaria individualização por se basear em relações seculares de comércio. Park destaca
que a organização econômica seria quase impossível em sociedades culturais e
quase inevitável em sociedades civilizatórias. O autor considerava a mobilidade
um fator decisivo para mudanças culturais, um elemento de progresso. A
morosidade trazida pela paz social seria prejudicial à conjuntura geral, uma
vez que traria solidificação excessiva de valores, se aproximando, portanto, de
uma sociedade sacralizada. Assim, retomando conceitos de outros pensadores,
Park chega a considerar a guerra, em médio e longo prazos e numa escala macro,
benéfica por promover o desenvolvimento cultural. A guerra seria uma das diversas
formas de migração, de mobilidade. O sociólogo também toma a revolução como
fator de progresso, mas fazendo a ressalva de que o progresso advindo da
migração é fruto de conflitos culturais decorrentes de invasão e de imposição
de valores, enquanto a revolução tem suas origens dentro da sociedade que elas
se dispõem a modificar.
Segundo Park, com o
crescimento do comércio e o advento de novas e melhores tecnologias, a migração
passou a gerar gradualmente uma penetração mais pacífica de manifestações
culturais do que no passado, quando tal processo implicava em invasão e em
subjugação cultural forçosa. Ele nega a migração como mero movimento,
já que ela quebra a estabilidade do grupo que a sofre. Uma vez rompida a estabilidade, decorreria a emancipação do indivíduo, assim livre dos laços que o prendiam à estrutura estática das tradições e dos costumes. O indivíduo emancipado tornar-se-ia mais consciente até ser reintegrado a uma nova ordem mais cosmopolita, efeito mais importante do fenômeno migratório. Nas palavras de Park, “O efeito da mobilidade e da migração é a secularização de relações anteriormente sacralizadas”. A cidade
teria, assim, papel essencial devido à sua concentração de movimentos
migratórios e de relações de comércio, inter-raciais e interculturais. Nela, a cultura tornar-se-ia civilização.
“Nessas grandes cidades, onde todas as paixões, todas as energias da espécie humana são liberadas, nós estamos em posição de investigar os processos de civilização como que por um microscópio”.
É no sentido da emancipação do indivíduo que Park concebe a pessoa do homem marginal, o homem emancipado de uma cultura e
não totalmente integrado em outra. Essa suspensão entre duas culturas, dois
modos de vida diferentes levariam o homem marginal a um estado permanente de angústia moral gerado por um cosmopolitismo que leva a perturbações internas relevantes e mais duradouras que as dúvidas existenciais vividas por qualquer ser humano. 

#### Reações ao conceito do "homem marginal"
O conceito desenvolvido por Park, na opinião de muitos, se consagrou como um clássico da sociologia moderna. Críticas foram feitas quanto a sua abrangência, levando a aplicabilidade do conceito a se expandir para campos não considerados por Park - como a questão de gênero e a de ocupação social. A crítica mais forte feita à ideia de Park foi a de Golovensky, em 1952, que a considerava inválida para além dos limitados campos de estudo do autor. É importante frisar que muito do conceito do homem marginal foi concebido com base no judeu moderno, dividido entre o mundo das tradições religiosas e a cidade civilizatória em que vive. Essa aproximação extrema foi criticada, uma vez que o homem marginal é proposto como tipo sociológico, e não como análise individual - a exatidão científica teria sido comprometida.

### Relações Raciais
O tema das relações raciais foi extremamente relevante dentro do trabalho de Park, tendo ele viajado ao redor do mundo para aprofundar seus estudos acerca do tema. Para o autor, as relações raciais evidenciam-se quando há o entendimento do próprio ser humano como racialmente diferente. Em outras palavras, as relações raciais seriam aquelas não entre seres de raças diferentes, mas entre seres que se enxergam como de raças diferentes. Quanto mais as relações sociais explicitarem essas diferenças, maior será a probabilidade de existir uma "relação racial" e, muito provavelmente, um problema racial.
O autor teoriza a dispersão inicial da raça humana para tentar compreender o fenômeno das relações raciais. Ela teria se dado centrifugamente: a
partir de um núcleo, os seres humanos se dispersaram em busca de melhores
condições de sobrevivência, dando origem às diferentes raças e culturas pelo distanciamento físico, pelo isolamento genético e por condições físicas. Para ele, o movimento migratório moderno
se contrapõe a essa dispersão: é a concentração nas cidades e a consequente
individualização humana e secularização de suas relações que se manifesta. Nesse
contexto, não necessariamente há mistura das raças, mas há a ocupação de
espaços próximos, com o papel de cada um na sociedade sendo determinado
individualmente de acordo com a atividade econômica que exerce e a sua relação
de interdependência com o restante da sociedade. Na sociedade civilizada, os
homens individualizados têm uma relação mais igualitária, em termos de
distância social que aqueles em sociedades primitivas, onde as relações são
igualitárias conquanto que se esteja dentro daquele grupo étnico. Fora deste,
qualquer ser é entendido como inferior, a ser dominado, em um chamado isolamento
moral. Park entende que o comércio intertribal contribuiu muitas vezes para o
estabelecimento de cidades baseadas não em relações de solidariedade, mas de
interdependência comercial em um cenário de trocas. Ainda, uma cidade baseada nesses
tipos de relação se diferenciaria das cidades baseadas em relações de
necessidade de conquistas territoriais que, por sua vez, daria ensejo à constituição de uma sociedade baseada em castas.  
Para Park, a migração tinha como efeito óbvio o contato entre diferentes culturas e raças. Esse contato seria problemático a depender do nível de reconhecimento de diferenças entre os
próprios indivíduos. Segundo ele, as relações raciais
passariam por quatro fases: contato, competição, acomodação e
eventual assimilação. No caso de essas fases não ocorrerem gradualmente, a guerra cumpriria papel importante como garante de uma ordem política e moral. Esse ciclo, embora possa ser obstaculizado com restrições à imigração, por exemplo, não pode ser contido, e
seria irreversível uma vez consolidado.  

### Ecologia Humana
Park cunhou o termo "ecologia humana", assim designando o método definido como uma tentativa de aplicar às relações humanas um tipo de análise previamente aplicado às interações entre plantas e animais. Para o sociólogo, a ordem social vem a existir em razão da competição e é mantida por esta, assim como ocorre nas sociedades do meio natural. Tais comunidades distinguir-se-iam pela existência de aspectos institucionais ou morais limitantes do caráter simbiótico das relações humanas.
Park se inclinou a investigar os processos pelos quais os equilíbrios social e biótico são mantidos, assim como, ao contrário, os processos disruptivos da estabilidade por perturbações externas. Partindo do entendimento da teoria darwiniana sobre a interdependência e a inter-relação entre as espécies, Park admite a existência
de uma cooperação competitiva que opera de forma a regular as comunidades
simbióticas, garantindo o equilíbrio responsável pela preservação da identidade
e da integridade da ordem social. Para os ecologistas, as unidades orgânicas seriam todas dependentes umas das outras e, portanto, correlacionadas, originando complexa "rede de vida", marcada pela competitividade entre os organismos. Com a multiplicação de tais correlações, a competitividade diminuiria em razão de adaptações sofridas pelas espécies competidoras entre si. Esta nova situação levaria à constituição de um sistema fechado, no qual os indivíduos estão envolvidos em um processo de cooperação competitiva que concede unidade à comunidade. A cooperação regularia o número das espécies e o equilíbrio existente entre elas, preservando a integridade da comunidade durante o curso de sua existência.
Park
continua a se apropriar do trabalho de ecologistas em sua análise para tratar
do equilíbrio nas relações humanas. Segundo estes, perturbações externas, em
regra, não teriam grande impacto na comunidade em períodos de normalidade, mas
poderiam originar uma nova situação quando ocorressem em períodos de
desequilíbrio biótico. O sociólogo aplicou tal conceito às inter-relações
humanas, argumentando que a crise geraria um momento súbito e rápido de
mudanças durante o qual o grau de competição se intensifica tal como na ordem
natural. Tempos depois, o equilíbrio seria restaurado e uma nova divisão do trabalho
estaria consolidada, instaurando uma nova situação de cooperação entre os
homens.
A
dominação e a sucessão, conceitos da ecologia indiretamente dependentes da
competição, também seriam aplicáveis para analisar a sociedade humana. Para
Park, a dominação determinaria a distribuição dos espaços funcionais e naturais
das áreas urbanas. Ela estabeleceria, portanto, um padrão ecológico geral da
organização da cidade e o modo como as diferentes áreas urbanas se relacionam,
estabilizando a sociedade sob um aspecto cultural. Por sua vez, a sucessão, na
concepção dos ecologistas, consiste na sequência de mudanças pela qual a
comunidade biótica passa, gerando a transição de um estágio de instabilidade
para uma etapa clímax, de estabilidade relativamente permanente. Park entendeu
que tal fenômeno era comparável ao que ocorre na comunidade cultural mas fez
a ressalva de que nesta a sucessão seria mais complexa devido à existência de
fatores de mudança rápida.
Park entende que as inter-relações humanas não
são idênticas àquelas das comunidades compostas por outros organismos vivos sob regime de "economia biológica" (territorialmente
organizadas, com laços de união físicos, não morais, e baseadas em uma divisão
natural do trabalho). Isso porque o homem estaria mais emancipado do meio
ambiente em relação as demais espécies devido a troca de bens e serviços.
Ainda, as tecnologias criadas pela ação humana permitiriam ao homem reformar
seu habitat de modo a potencializar sua sobrevivência. E, por fim, a comunidade
humana teria uma estrutura institucional fundada nos costumes e nas tradições,
algo inexistente nas outras comunidades bióticas onde a estrutura é
biologicamente determinada, de bases fisiológicas e instintivas.
As sociedades humanas teriam assim, segundo
Park, um nível biótico, fundado na competição, e um nível cultural, oriundo da
comunicação entre os indivíduos e do consenso. A primeira serviria de base para
a segunda e de tal forma o homem estaria mais incorporado e subordinado à ordem
superior (cultural) do que à ordem que a precede (biológica). Nesse sentido,
Park estabeleceu que a sociedade restringiria a competição no meio humano
através de mecanismos como o livre mercado, as leis e as convicções da
comunidade. Em suma, a questão central para Park no que diz respeito à ecologia humana é que esta se distingue das sociedades de animais e
plantas pela existência de uma superestrutura cultural que se impõe à
subestrutura biótica, limitando a competição na sociedades humanas.

## Escola de Chicago
A Escola de Chicago foi uma abordagem sociológica dada por um grupo de estudiosos ligados a Universidade de Chicago que desenvolveu conceitos importantes como o de Ecologia Urbana e que apresentou trabalhos pragmáticos, bastante inspirados em estudos empíricos que mudaram a forma de se ver a cidade. Tais trabalhos também tiveram o mérito de direcionar a criminologia para uma lógica macrossociológica, diminuindo o foco sobre o estudo do indivíduo.

### Contexto histórico
A Universidade de Chicago foi fundada em 1890, com grande peso de investimentos de John Rockefeller. Trata-se da primeira universidade dos Estados Unidos a ter um departamento de Sociologia. A cidade de Chicago, principal tópico analisado pela escola, se consolidava como a terceira maior cidade norte-americana desde a fundação da Universidade, contando com grande crescimento econômico, atividade industrial dinâmica e aumento da imigração. Nesse sentido, a cidade era marcada por grande deficit de empregos e habitacional. Segundo Sérgio Salomão Shecaira (2004, p. 140): “A expansão da classe média e trabalhadora, com a vinda de grandes levas de imigrantes e migrantes para as cidades que se transformam em centros industriais dinâmicos, cria um diversificado ambiente intelectual, dentro do qual evoluíram as ciências sociais.”. 
Os estudos desenvolvidos pela Escola de Chicago se inseriram em uma sociedade cada vez mais dinâmica, multiétnica e diversificada, e ela esteve de frente a novos problemas como o enfraquecimento dos mecanismos tradicionais de controle como a família e a religião. Frente a esse novo cenário, os membros da escola passaram a desenvolver trabalhos empíricos que buscavam resolver os novos problemas percebidos.

### Metodologia
Howard Becker afirma que apesar de se denominar uma escola como um grupo de autores com um pensamento parecido, a Escola de Chicago era na verdade uma escola de atividade, cujos membros estavam dispostos a realizar conjuntamente um mesmo trabalho. Além de Robert E. Park, merecem destaque Everret Hughes e Herbert Mead, autores responsáveis por uma grande análise da cidade e dos comportamentos reiterados das pessoas no meio urbano, desenvolvendo conceitos como o de Ecologia Urbana. Este foi de especial relevância para a criminologia, uma vez que promoveu a superação de uma criminologia etiológica individual, a qual por meio de conceitos como simbiose, invasão, dominação e sucessão concluiu que o fenômeno do crime dependeria mais do ambiente e do grupo nos quais o indivíduo está inserido do que dele próprio. Esse pensamento se baseou na lógica de que a cidade contribui para o enfraquecimento dos meios tradicionais de controle social ao promover a impessoalidade, o anonimato e o distanciamento físico e emocional, em prejuízo da atuação do controle social na esfera privada de forma tornar o crime mais recorrente. O que a Escola de Chicago propôs, portanto, foi que a criminalidade está diretamente ligada ao arranjo espacial, à organização do espaço urbano.

### Teoria das zonas concêntricas
Quanto à organização da cidade, a Escola de Chicago construiu a chamada "teoria das zonas concêntricas", a qual procura demonstrar parâmetros de organização comuns nas cidades a partir da existência de uma zona central denominada loop, ao redor da qual se desenvolvem outras zonas concêntricas. Essa primeira zona seria caracterizada por ser uma área comercial  com um grande fluxo de pessoas e, por isso, marcada por problemas de trânsito, poluição e mau cheiro. A zona seguinte seria aquela considerada a mais propícia ao crime por se tratar de uma região de acomodação de grande parte dos imigrantes e de outras pessoas de baixa renda que se fixavam ali por não poder arcar com o custo do deslocamento para o trabalho. Ali o contato social seria mais precário devido ao fato de que seus habitantes não se dispunham a criar laços com seus vizinhos porque não desejavam permanecer na região por muito tempo, além das condições precárias de vida. Tal região, no entanto, também seria a que mais recebe novos habitantes, sofrendo bastante com o crescimento da cidade e estimulando o surgimento de cortiços. Assim, o ambiente de desorganização instituído nessas áreas associado à ausência de laços de solidariedade e à baixa vigilância seria a fórmula que justificaria o aumento da criminalidade. A Escola de Chicago propôs o estudo e a compreensão deste espaço pela criminologia para que se tornasse possível propor soluções adequadas de prevenção da criminalidade.

### Crítica da Escola Francesa
Os sociólogos franceses elaboraram durante a década de 60 uma das principais críticas à Escola de Chicago, defendendo que a cidade deveria ser vista como algo socialmente construído e, por isso, como um reflexo dos modos de organização socioeconômica e do controle político. Segundo tal entendimento, as relações de consumo, de produção e de poder manifestas no ambiente urbano assumiriam maior relevância. Dessa forma, os críticos procuraram politizar a questão urbana, saindo portanto da lógica ecológica da Escola de Chicago e dando enfoque para novas questões como o surgimento de movimentos sociais, os meios de consumo coletivo e a estruturação social do território na cidade. Os principais trabalhos desses pensadores franceses assumiram em muitos casos uma perspectiva de crítica ao capitalismo, ainda que nem todos procedessem a uma abordagem marxista.